# Franz Norbert von Trauttmannsdorff
Graf Franz Norbert von Trauttmannsdorff (* 10. August 1705; † 18. Juni 1786) war kaiserlicher Oberst-Erblandmarschall von Böhmen und Ritter des goldenen Vlieses.
Seine Eltern waren der Graf Johann Joseph von Trauttmannsdorff (* 7. August 1676; † 30. April 1713) und dessen Ehefrau der Gräfin Maria Theresia von Paar.
Er ging in kaiserliche Dienste und war zuletzt als Obersthofmeister der Erzherzogin Maria Elisabeth. Auch war er Oberst-Erblandmarschall von Böhmen und seit 1765 Ritter des goldenen Vließes.

## Familie
Er heiratete die Gräfin Marie Florentina Josefa de Gavre († 1742). Das Paar hatte mehrere Kinder:
- Maria Anna, (* 31. August 1736; † 11. Oktober 1788), Stiftsdame in Prag
- Josef Wenzel, (* 20. Juli 1739; † 4. Dezember 1769) ⚭ 1766 Gräfin Marie Gabriele Czerninová z Chudenic (* 25. Mai 1747; † 31. Juli 1807)
- Maria Amalie, (* 1. Februar 1741; † 6. März 1808) ⚭ 1779 Graf Franz Joseph Kinsky von Wchinitz und Tettau (1739–1805)

Nach dem Tod seiner ersten Frau heiratete er am 17. Februar 1744 in Wien die Gräfin Marie Anna von Herberstein (* 28. März 1723; † 7. Februar 1815). Das Paar hatte mehrere Kinder:
- Maria Antonie (* 31. Mai 1746; † 14. April 1817), Stiftsdame in Geseck,
- Franz Ferdinand (* 2. Januar 1749 in Wien; † 28. August 1827), ab 1805 Reichsfürst von und zu Trauttmansdorff-Weinsberg  ⚭ 1772 Prinzessin Marie Caroline von Colloredo (1752–1832)